# Die mysteriöse Insel
Die mysteriöse Insel (deutscher Titel Anfang der 1930er Jahre auch Die geheimnisvolle Insel) ist ein US-amerikanischer Science-Fiction-Film aus dem Jahr 1929. Regie führte Lucien Hubbard nach einem Drehbuch, das er sehr frei nach Jules Vernes Die geheimnisvolle Insel schrieb.

## Handlung
Mitte des 19. Jahrhunderts steht das Königreich Hetvia kurz vor einer Revolution, weil die Bevölkerung gegen die Unterdrückung aufbegehrt. In einer auf einer Vulkaninsel liegenden Grafschaft ist davon aber noch nichts zu sehen. Der dort herrschende Graf Andre Dakkar betont immer wieder, dass alle Menschen gleich seien. Er ist mehr an wissenschaftlichen Fragen interessiert, auch weil er wegen der seltsamen Knochen, die ab und zu an die Küste seiner Insel gespült werden, glaubt, dass auf dem Grund des Meeres eine Zivilisation anderer Nachfahren der Urmenschen existiere. Um nach dieser Zivilisation suchen zu können, entwickelt er U-Boote. Seinem Freund Baron Falon erzählt er, diese U-Boote müssten wegen der Gefahren des Meeres bewaffnet sein. Falon ist allerdings weniger an der Wissenschaft interessiert, sondern eher an der Revolution und an der Macht, die er dadurch erringen kann. Kurz darauf beobachtet er empört, dass Andre Dakkars Schwester Sonia und der Techniker Nikolai Roget sich deutlich näher kommen, als es in Falons Menschenbild passt.
Bei der feierlichen ersten Testfahrt eines der U-Boote durch Nikolai ist auch Falon anwesend. Kaum ist das Boot abgetaucht, wird die Insel von Husaren überfallen. Wie sich bald herausstellt, hat Baron Falon sie mitgebracht. Er verspricht sich von den U-Booten eine militärische Überlegenheit. Er nimmt Graf Dakkar und Sonia gefangen und versucht, von ihnen durch Folter zu erfahren, wie die U-Boote zu bedienen sind. Das scheitert aber genauso wie der Versuch, das erste Boot beim Auftauchen zu übernehmen. Tatsächlich gelingt es der Besatzung, Graf Dakkar zu befreien und mit an Bord zu nehmen. Sonia wird ebenfalls befreit – von Dmitry. Die beiden versuchen, mit dem zweiten U-Boot zu entkommen, doch sind Falon und einige seiner Leute bereits an Bord und überwältigen die beiden kurz nach dem Abtauchen. Dabei wird Dmitry schwer verletzt und stirbt kurz darauf. Sonia zerstört daraufhin den Sauerstoffkompressor, den das Boot braucht, um wieder auftauchen zu können.
Auch das andere Boot ist in Schwierigkeiten. Durch den Angriff wurde es so beschädigt, dass es unter Wasser immer weiter absinkt. Bald bleibt es auf einem Abhang liegen. Die tatsächlich existierende Unterwasserzivilisation will das Boot in Besitz nehmen, wird dabei aber von einem drachenartigen Wesen angegriffen. Graf Dakkar tötet dieses Wesen mit seinem Torpedo in der Hoffnung, dadurch Kontakt mit der Zivilisation aufnehmen zu können. Als er und sein Team mit ihren Taucheranzügen das Boot verlassen, werden sie von den Wesen friedlich empfangen. Mittlerweile ist auch das zweite Boot dort angekommen. Dessen Besatzung, darunter Sonia, steigt ebenfalls aus, um an den Sauerstoffkompressor des anderen Bootes zu kommen. Als die beiden Gruppen aufeinandertreffen, greift der erzürnte Graf Dakkar Baron Falon an und tötet ihn. Dadurch bricht ein Chaos aus, in das auch die Wesen eingreifen. Sonia und Nikolai können sich davon absetzen, den Kompressor aus dem ersten Boot holen und damit das zweite Boot funktionsfähig machen. Schließlich können sie zusammen mit dem schwer verletzten Grafen und einigen seiner Leute wieder aufsteigen. Baron Falon und seine Vertrauten bleiben am Meeresboden zurück.
Nachdem die an Land zurückgebliebenen Husaren besiegt sind und Graf Dakkar bald zu sterben spürt, lässt er die gesamte Werftanlage zerstören. Er will nicht als derjenige in Erinnerung bleiben, der eine so gefährliche Waffe in die Welt gebracht hat. So steigt er in das letzte noch existierende U-Boot, um damit für immer auf dem Grund des Meeres zu bleiben.

## Hintergrund
Mitte der 1920er Jahre waren Science-Fiction und Fantasy in den USA zwar nicht sonderlich populär, doch entschloss sich Metro-Goldwyn-Mayer nach First Nationals großem Erfolg mit Die verlorene Welt, ebenfalls einen aufwändigen Science-Fiction-Film zu produzieren. Da eine Romanvorlage eines renommierten Autors verfilmt werden sollte, wurde Die geheimnisvolle Insel von Jules Verne ausgewählt. Die ursprünglich werkgetreu geplante Verfilmung sollte mit der damals modernsten Tricktechnik und vollständig in Technicolor gedreht werden.

### Dreharbeiten
Die Dreharbeiten begannen im Juli 1926. Bereits kurz darauf schied Regisseur Maurice Tourneur aus. Zunächst hieß es, er sei erkrankt, doch später gab Studiochef Louis B. Mayer bekannt, dass Tourneurs Vorstellungen, wie ein Film zu machen sei, nicht mit denen des Studios vereinbar seien. Tourneur wurde durch Benjamin Christensen ersetzt, der weitere Änderungen am Drehbuch vornahm, mit dem Dreh aber nur sehr langsam vorankam. So war nach sechs Monaten das geplante Budget von 600.000 Dollar bereits deutlich überschritten, und der Film lag weit hinter dem Plan zurück. Anfang 1927 wurde das Projekt vorläufig eingestellt.
1928 wurden die Dreharbeiten mit Lucien Hubbard als Regisseur fortgeführt. Er sollte den Film fertig stellen und dabei so viel von dem bereits existierenden Material übernehmen wie möglich. Vor allem aber musste er die neuen Szenen komplett in den Studios von MGM in Culver City drehen. Er veränderte die Geschichte weiter, sodass sie nur noch sehr wenig mit der von Jules Verne zu tun hatte. Die Hauptfigur wurde Graf Dakkar genannt, angelehnt an Prinz Dakkar, den eigentlichen Namen Kapitän Nemos im Buch.

### Die Unterwasseraufnahmen
Im Bemühen um einen besonders spektakulären Film wurde J. Ernest Williamson für Unterwasseraufnahmen verpflichtet. Er hatte zusammen mit seinem Bruder George bereits 1916 in 20.000 Meilen unter dem Meer mit ihrer patentierten Photospheretechnik Erfolge gefeiert, einer versenkbaren Kammer mit Glasfront, die groß genug für Kamera und Kameramann war. Dafür bekam J. Ernest Williamson Produzentenstatus. Zudem sollte er die Unterwasseraufnahmen selbst leiten, Maurice Tourneur war dafür nicht verantwortlich.
Da 1926 das Drehbuch immer wieder geändert wurde, musste Williamson mit seinen Aufnahmen vor den Bahamas bis Juli warten. Zu dieser Zeit hatte dort die Hurrikansaison bereits begonnen. Das Team musste sich mit drei Hurrikans auseinandersetzen, wobei zwar niemand verletzt, dafür aber teures Equipment zerstört wurde. Das war ein weiterer Grund für den Abbruch der Dreharbeiten Anfang 1927.
Wegen erneuter Drehbuchänderungen, insbesondere auch der von Hubbard, konnten nur wenige von Williamsons Aufnahmen im fertigen Film verwendet werden. Die im Film gezeigten Unterwasseraufnahmen wurden weitgehend im Studio gedreht.

### Stummfilm und Tonfilm
Zum Drehbeginn von Die mysteriöse Insel 1926 gab es ausschließlich Stummfilme. Doch 1927 wurde mit Der Jazzsänger der erste Tonfilm veröffentlicht und 1928 gab es bereits mehrere Tonfilme. Somit bestand für die Produzenten 1929 keine Hoffnung, mit einem reinen Stummfilm erfolgreich zu sein. Im Prinzip blieb es trotzdem beim Stummfilm, der jedoch als Einfügung am Anfang einen etwa zehn Minuten langen Dialog zwischen Graf Dakkar und Baron Falon erhielt. Auch wurden einige Soundeffekte eingefügt, die aber meist unbeholfen wirkten. Das genügte den Produzenten, um den Film als Tonfilm zu verkaufen.

### Besetzung und technischer Stab
Die Besetzung von Die mysteriöse Insel wechselte während der gesamten Drehzeit. So war zunächst Lon Chaney für die Hauptrolle im Gespräch, was aber vermutlich ein Werbegag war. Bald wurden Lionel Barrymore in der Hauptrolle und Warner Oland als sein Gegenspieler engagiert. Sally O’Neil und Conrad Nagel sollten die Tochter der Hauptrolle und deren Geliebten spielen. Jaqueline Gadsden hatte eine Nebenrolle als die Frau von Lionel Barrymores Rolle. Als der Film 1928 wiederaufgenommen wurde, änderte sich jedoch vieles. Lionel Barrymores Rolle hieß nun Graf Dakkar, Jacqueline Gadsden, die sich nun Jane Daly nannte, stieg zur weiblichen Hauptrolle auf und für die neue Rolle des Ingenieurs und Helden wurde Lloyd Hughes verpflichtet. Da Lionel Barrymores Gegenspieler nun eine echte Sprechrolle sein sollte, schied Warner Oland wegen seines starken schwedischen Akzents aus und wurde durch Montagu Love ersetzt, weshalb viele Szenen neu gedreht werden mussten. Die mysteriöse Insel war für Jaqueline Gadsden der letzte Film, sie zog sich aus dem Geschäft zurück.
Zur Darstellung der Meeresbewohner, die erst gegen Ende der Produktion in den Film geschrieben wurden, wurden mehrere Hundert Kleinwüchsige aus den gesamten USA verpflichtet, darunter Angelo Rossitto. Dabei fiel auf, dass es darunter nur zwei oder drei Frauen gab und auch keine weiteren mehr zu finden waren. Daraus wurde geschlossen, dass Kleinwüchsige in erster Linie männlich seien.
Für das Szenenbild war Cedric Gibbons verantwortlich, für die Toneffekte war es Douglas Shearer. Die hochgelobten visuellen Effekte kamen von James Basevi, Louis Tolhurst und Irving G. Ries.

### Veröffentlichung
Der von Metro-Goldwyn-Mayer beziehungsweise Loew’s, Inc. produzierte Film kam am 5. Oktober 1929 in die US-amerikanischen Kinos. Er wurde von MGM vertrieben. Laut der Internet Movie Database war die Uraufführung am 14. September 1929 im Loew’s Theatre in Newark.

## Rezeption

### Kritiken

#### Zeitgenössische Kritiken
Die zeitgenössischen Kritiker waren von Die mysteriöse Insel zumindest teilweise beeindruckt. Vor allem die neuartigen Bilder gefielen den Kritikern, und es wurde auch darauf hingewiesen, dass der Großteil des Filmes beziehungsweise alles außer den Unterwasseraufnahmen in Technicolor gefilmt seien. Die Toneffekte riefen dagegen schon damals eher Schmunzeln als Bewunderung hervor. Zur Länge des Films gab es unterschiedliche Ansichten. Der Kritiker von Harrisons Reports blieb durchgehend gespannt, Mordaunt Hall von der New York Times fand ihn ebenfalls niemals langweilig, wies aber trotzdem zweimal darauf hin, dass der Film vielleicht etwas zu lang sei, während die Variety meinte, es hätte mehr geschnitten werden müssen, der Film sei eindeutig zu lang. Auf jeden Fall wurde dem Film Erfolg prophezeit, schon weil er anders sei. Man erwähnte, dass der Film weitgehend stumm sei, es aber ein wenig Dialog, das heißt eine 11 Minuten lange Dialogsequenz, gebe. Die Variety wies zudem darauf hin, dass der Film sowohl der Logik als auch der Geschichte widerspreche und dass die dargestellte Technik Pedanten verärgern könne, was man aber Jules Verne vorwerfen müsse.
Die Leistung von Lionel Barrymore wurde besonders herausgestellt. Mal wieder sei er kompetent und immer menschlich, seine Leistung steche heraus und er halte die ganze Zeit über das Interesse hoch, er sei eben ein Meister seines Fachs. Auch Lloyd Hughes, Jane Daly und Montagu Love wurden gelobt. Auch Regisseur Lucien Hubbard wird bescheinigt, dass er hervorragend gearbeitet und den Film auffallend genial und effektiv geleitet habe. Zudem haben er und J. Ernest Williamson die doch schrägen Szenen mit Phantasie und Können umgesetzt.

#### Moderne Kritiken
Die mysteriöse Insel wird hauptsächlich als Special-Effects-Film mit beeindruckender Optik und Effekten, die damals State of the Art waren, wahrgenommen. Allerdings sehe es so aus, als wäre es Hubbards Hauptaufgabe gewesen, Teile eines schon gedrehten Films zusammenzukleben, was den Film zu einem etwas seltsamen Erlebnis mache, genauso wie Tonsequenzen in einem weitgehenden Stummfilm. Außerdem sei der Film zu melodramatisch, was damals aber wohl modern gewesen sei. Insgesamt fehle es merklich an Spaß, der Film sei nur als Kuriosität interessant.
Auch die schauspielerischen Leistungen werden zurückhaltender bewertet. Lionel Barrymore übertreibe etwas, das liege aber wohl daran, dass es seine erste Tonfilmerfahrung gewesen sei. Montague Love sei ein adäquater, aber wenig dynamischer Schurke, und Jane Daly sei in ihrem dritten Film mit Barrymore in Ordnung. Und die Wesen auf dem Meeresgrund erinnerten doch sehr an die Neffen von Donald Duck.

### Wirtschaftliches Ergebnis
Die mysteriöse Insel spielte weltweit 726.000 Dollar ein, was damals respektabel war. Allerdings genügte das bei Weitem nicht, um auch nur die Produktionskosten von über 1,1 Millionen Dollar auszugleichen. Insgesamt machte der Film 878.000 Dollar Verlust.

### Weitere Geschichte des Films
Die Farbversion von Die mysteriöse Insel galt jahrelang als verschollen. In den späten 1960er Jahren veröffentlichte MGM eine restaurierte Fassung, allerdings in Schwarz-Weiß. Sie lief mehrfach im US-amerikanischen Fernsehen. In den 1970er Jahren restaurierte das Tschechische Nationale Filmarchiv in Prag eine Farbversion mit tschechischen Untertiteln, der allerdings das Ende fehlte. Die Restauration war möglich, weil nach dem Ersten Weltkrieg viele US-amerikanische Filme in Europa gezeigt wurden. Diese Filme wurden nicht zurückgefordert, sondern üblicherweise zerstört, nachdem sie in mehreren Kinos aufgeführt worden waren. Allerdings behielten Sammler viele Exemplare, die mit der Zeit in die Filmarchive kamen. 2013 erfuhr das George Eastman House von dieser Version. Die beiden Organisationen schlossen sich zusammen, um eine vollständige restaurierte Farbversion zusammenzustellen. Diese wurde 2014 im Stummfilmfestival Pordenone aufgeführt.